# 강체

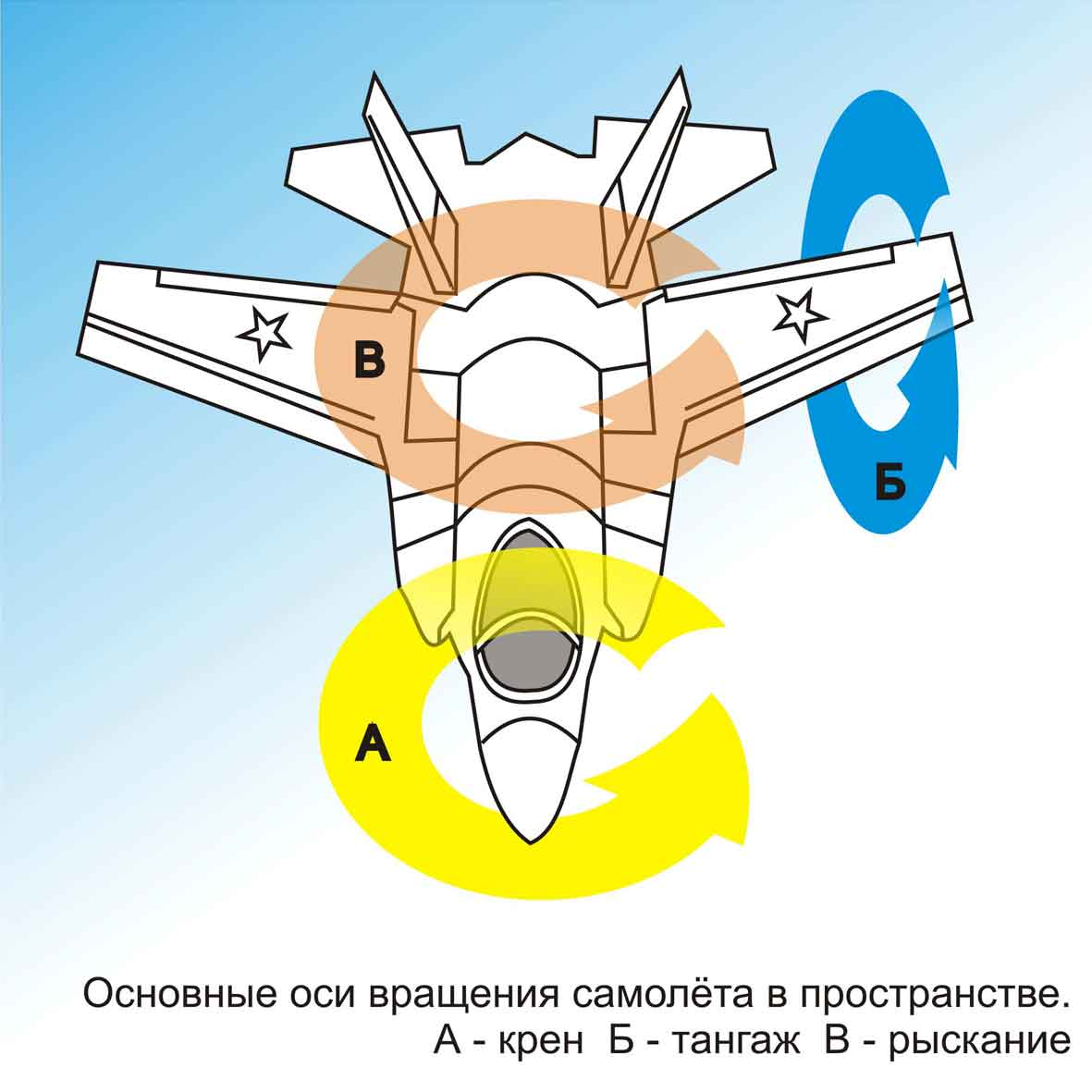

강체(剛體, rigid body)란 물리학에서 형태가 고정되어 변하지 않는 물체를 가리킨다. 강체는 외력이 가해져도 모양이나 크기가 변형되지 않는다. 실제 세계에서 모든 물체는 외력을 가함에 따라 조금씩 모양이나 크기가 변형될 수 있으며 따라서 강체라고 할 수 없지만, 변형되는 정도가 무시할 수 있을 만큼 작다면 어떤 물체를 강체로 가정하기도 한다. 물체의 운동을 분석할 때에 보통 물체를 강체로 가정한다.

## 같이 보기
- 탄성
- 관성 모멘트
- 오일러 운동 방정식
- 푸앵소 타원체